# Минотавър
Вижте пояснителната страница за други значения на Минотавър.
Минотавър (на гръцки: μινοταυρος) е чудовище – получовек-полубик в древногръцката митология. Наричан е още Астерий или Астерион („звезден“) и е живял на остров Крит. Обитавал е подземен лабиринт, построен от Дедал. Принасяли са му в жертва на всеки девет години седем младежи и девойки, изпратени от атиняните като изкупление за убийството на сина на цар Минос в Атика. Минотавър означава „бикът на Минос“.

## Легендата за Минотавъра
Преди Минос да стане цар, той помолил Посейдон да му даде знак, че той, а не брат му ще заеме престола. Посейдон му изпратил бял бик, когото Минос да принесе в жертва на бога. Когато обаче Минос видял великолепния бял бик, излязъл от водата, решил вместо него да принесе в жертва друг бик, надявайки се, че Посейдон няма да види разликата, а изпратения от бога да запази за себе си. Когато разбрал за измамата, Посейдон побеснял и направил така, че Пасифея, съпругата на Минос, да полудее и да се влюби в бик. Пасифея отишла при Дедал за помощ, да ѝ даде съвет как да задоволи страстта си. Той построил куха дървена крава, покрита с волска кожа, в която Пасифея трябвало да се скрие и да позволи на бика да я обладае. Резултатът от този съюз бил Минотавъра. Според някои митове, Минотавъра бил Критския бик, който Херкулес трябвало да победи и занесе в Микена (седмия подвиг на Херкулес). Минотавърът бил свирепо същество и след съвет от Делфийския оракул, Дедал построил гигантски лабиринт, в който да бъде затворен бика. Лабиринтът се намирал под двореца на Минос в Кносос.
Синът на Минос, Андрогей, бил убит от атиняните, които му завидели за победите на Панатенейските игри. За да отмъсти за сина си, Минос повел война и спечелил. Волята му била седем атински младежи и девойки да бъдат изпращани на всеки девет години в двореца му и там да бъдат давани като жертва на Минотавъра. На третото изпращане, Тезей доброволно пожелал да бъде изпратен при чудовището. Ариадна, дъщерята на Минос, се влюбила в Тезей и му помогнала да излезе от лабиринта като му дала кълбо прежда, с което той маркирал пътя си и успял да намери пътя обратно. Тезей убил Минотавъра с магически меч, даден му пак от Ариадна и извел останалите атински младежи вън от Лабиринта. Минос, ядосан, че Тезей е избягал, затворил Дедал и сина му Икар в Лабиринта. Построили си криле, направени от пера, закрепени едно за друго с восък. Те успели да избягат, но Икар се издигнал прекалено високо към слънцето, а восъкът на крилата му се разтопил и той загинал.
Понякога Минотавърът е представен като бик с човешки торс, като бичи вариант на кентаврите.

## Интерпретация
Борбата между Тезей и Минотавъра е често представян сюжет в древногръцкото изкуство. Кносовска дидрахма представя от едната страна лабиринта, а от другата Минотавъра, заобиколен в полукръг от малки топки, вероятно представящи звезди (името на Минотавъра е Астерий, „звезден“).
Останките на двореца на Минос в Кносос са открити, но лабиринтът все още не е. Огромният брой стаи, стълби и коридори в двореца кара археолозите да мислят, че може би самият дворец е бил основа на мита за лабиринта.
Някои митолози смятат, че Минотавъра е олицетворение на слънцето и гръцка вариация на божествата Баал-Молох на финикийците. Убийството на Минотавъра от Тезей в този случай означава победа на гръцката цивилизация.
Минос и Минотавъра според A. Б. Кук са различни форми на един и същи персонаж, представящ слънчевия бог Зевс на критяните, които изобразяват слънцето като бик.
Политическата интерпретация на мита е, че гърците се освобождават от данъците и властта на Крит.

## Поезия
- Тед Хюз има стихотворение, което се нарича „Минотавърът“. Заглавието загатва за унищожението, което бащата на бившата му съпруга Силвия Плат ѝ нанася.